# Rhizoctonia floccosa
Rhizoctonia floccosa é uma espécie de fungo pertencente à família Ceratobasidiaceae.